# Syr-Darjaschoffelneussteur
Pseudoscaphirhynchus fedtschenkoi is een  straalvinnige vissensoort uit de familie van steuren (Acipenseridae). De wetenschappelijke naam van de soort is voor het eerst geldig gepubliceerd in 1872 door Kessler.
De soort staat op de Rode Lijst van de IUCN als Kritiek, beoordelingsjaar 2022 en is mogelijk uitgestorven.